# Isaurus tuberculatus
Isaurus tuberculatus is een Zoanthideasoort uit de familie van de Zoanthidae. De wetenschappelijke naam van de soort is voor het eerst geldig gepubliceerd in 1828 door Gray.